# Партия самоуправления трудящихся
Па́ртия самоуправле́ния трудя́щихся — политическая партия в России в середине 1990-х гг. Основана и возглавлялась Святославом Фёдоровым. Политическая платформа основывалась на идеях самоуправленческого социализма.
Оргкомитет Партии народного самоуправления сформировался весной-летом 1994 по инициативе президента концерна МНТК «Микрохирургия глаза» Святослава Федорова при участии сторонников Движения за народное самоуправление (Пётр Абовин-Егидес и др.). На выборах в Государственную думу 1995 года набрала 3,9 % голосов. Сам С. Н. Федоров был избран депутатом по одномандатному мажоритарному округу (Чебоксарский округ N33, Чувашия; 43,24 % голосов избирателей), в Думе вступил в депутатскую группу «Народовластие». В 1996 партия поддержала Святослава Федорова на должность президента России.
26 октября 1998 года подписала коалиционное соглашение с общественным движением «Союз народовластия и труда», совместно с которым участвовала в выборах Госдумы 1999 г. После трагической гибели Святослава Федорова 2 июня 2000 года, съезд партии 18 ноября 2000 года избрал председателем партии Самоуправления трудящихся Левона Чахмахчяна, который возглавлял партию с 2000 по 2006 год.
Членами партии стали многократный чемпион мира по шахматам Анатолий Карпов, летчик-космонавт, герой Советского Союза Муса Манаров, президент Российской академии медицинских наук Валентин Покровский, летчик-испытатель, герой России Магомед Толбоев и другие известные люди .
В 2001 году партия подписала соглашение с движением "Россия" Геннадия Селезнёва.
6 марта 2006 года на съезде партии было принято решение о трансформации партии в общероссийское общественное движение "За самоуправление трудящихся".